# Waw al-Kabir
Waw al-Kabir (en arabe : واو الناموس, « grande oasis ») ou Ouaou al-Kabir est une localité libyenne située dans le Fezzan.

## Géographie
Elle abrite un  volcan.

## Histoire

### Époque coloniale italienne
De Waw al-Kabir, alors sous domination italienne, partit en 1916, l'agitation senoussie qui faillit déstabiliser le Sahara français.